# Birkbeck, Université de Londres
Pour les articles homonymes, voir Birkbeck (homonymie).
Birkbeck, Université de Londres, (Birkbeck, University of London), anciennement connue sous le nom de Birkbeck College, est une université de recherche publique, située dans le quartier de Bloomsbury à Londres. Birkbeck, Université de Londres est l'une des meilleures universités au monde à forte intensité de recherche. En tant que collège de l'université de Londres, Birkbeck décerne des diplômes de renommée internationale. L'université est fondée en 1823 comme la London Mechanics Institute par Sir George Birkbeck avec les soutiens de Jeremy Bentham, J. C. Hobhouse and Henry Brougham. Birkbeck est l'une des rares universités au Royaume-Uni à donner ses cours le soir. En 2023, l'université a fêté ses 200 ans d'existence, ce qui en fait l'un des plus anciens collèges constitutifs de l'Université de Londres .
Le bâtiment principal de Birkbeck se situe dans le quartier de Bloomsbury de Londres. En collaboration avec University of East London, Birkbeck bénéficie également d'un grand campus additionnel dans l'Est de Londres, à Stratford (Londres), à proximité du Théâtre Royal. Birkbeck propose plus de 200 programmes de formations en licence, master et doctorat, il est possible d'y étudier en temps complet ou en temps partiel. L'organisation académique de Birkbeck s'opère à travers cinq facultés qui sont divisées en dix-neuf départements. Birkbeck est un collège constitutif de l'université de Londres.
Birkbeck est membre de l'organisation académique de l'Association of Commonwealth Universities et de l'European University Association. L'université est également membre du Screen Studies Group, London. Le centre de recherche du fonctionnement du cerveau et de son développement de l'université a été récompensé en 2005 par le Queen's Anniversary Prize.
Birkbeck compte parmi ses anciens étudiants cinq anciens élèves ayant obtenu le prix Nobel, des dirigeants politiques, des membres du Parlement du Royaume-Uni et un Premier ministre britannique.

## Historique

### Fondation

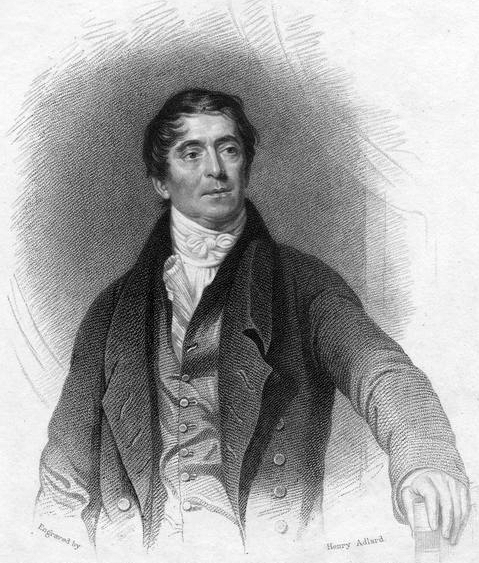
Sir George Birkbeck, fondateur de Birkbeck, Université de Londres.

Blason de Birkbeck.

En 1823, Sir Georges Birkbeck, un physicien diplômé de l'université d'Édinbourg et pionnier dans l'éducation pour les adultes, douce la London Mechanics Institute.
En 1825, l'institut déménage pour le Southampton Buildings sur la Chancery Lane. En 1830, la première femme étudiante est admise.
En 1866, l'Institut change de nom pour la Birkbeck Literary and Scientific Institution.
En 1885, Birkbeck déménage pour le Breams Building sur la Fetter Lane, au cœur de la Cité de Londres où elle resta pendant 67 ans. Sur le blason actuel de Birkbeck, on peut y voir l'épée de la Cité de Londres, c'est un privilège exceptionnel de l'avoir conserver.
En 1904, l'Union des Étudiants de Birkbeck voit le jour.

### Birkbeck College
En 1907, un nouveau changement de nom s'opère pour Birkbeck College. En 1913, Birkbeck College devient un collège constitutif de l'université de Londres, qui a été restructurée en 1900. La Charte royale lui a été délivrée en 1926.
Durant la Seconde Guerre mondiale, Birkbeck est le seul college de l'université de Londres a ne pas être délocalisé en dehors de la capitale. En 1941, la bibliothèque de Birkbeck est touchée directement par une bombe, mais les cours continuent à Birkbeck.
En 1952, le college déménage dans ses locaux actuels à Malet Street.

### Statut actuel
En 2002, Birkbeck est renommé en Birkbeck, University of London, en laissant tomber le terme College pour sa forme officielle. Cependant, le nom Birkbeck College, Université of London reste sous la forme légale.
En 2003, dans sa stratégie de re-développement, Birkbeck rouvre le Malet Street building en présence du Chancelier de l'université de Londres, la Princesse Anne du Royaume-Uni.
En 2009, Birkbeck se restructure en cinq facultés : Arts, Affaires, Économies et Informatiques, Droit, Sciences, Sciences Sociales, Histoire et Philosophie.
En 2023, Bickbeck a fêté ses 200 ans d'existence.

## Présentation
Elle offre principalement des cours du soir destinés à la formation continue dans les études supérieures (licence, master et doctorat),,.
Historiquement implantée en plein centre de Londres dans le carré universitaire de Bloomsbury, Birkbeck dispose depuis 2006 également d'une implantation à Stratford, dans l'Est de Londres.

## Campus et localisation

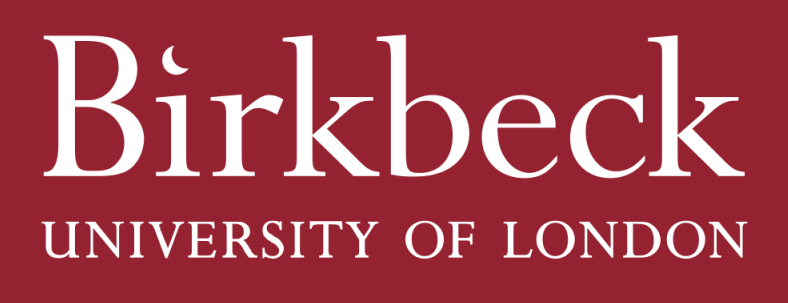
Logo de Birkbeck, Université de Londres.

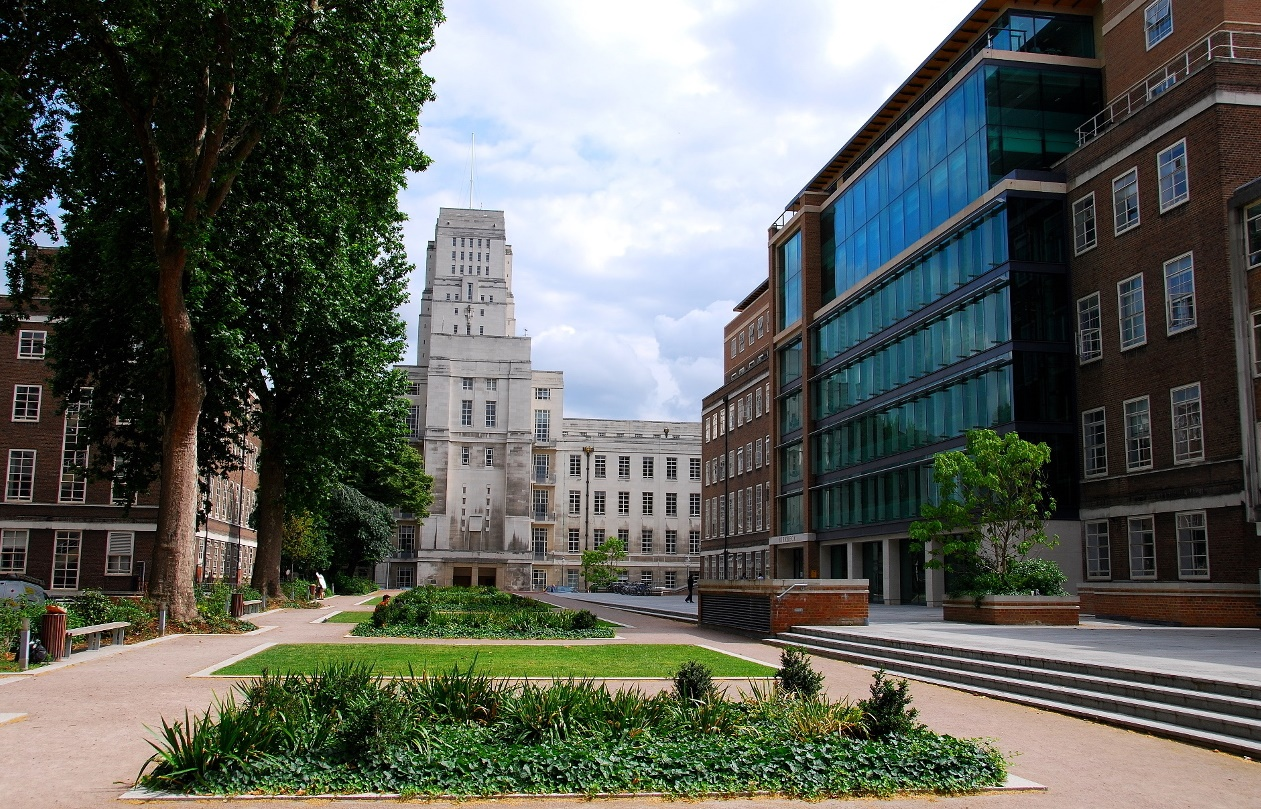
Campus principal de l'université à Bloomsbury.

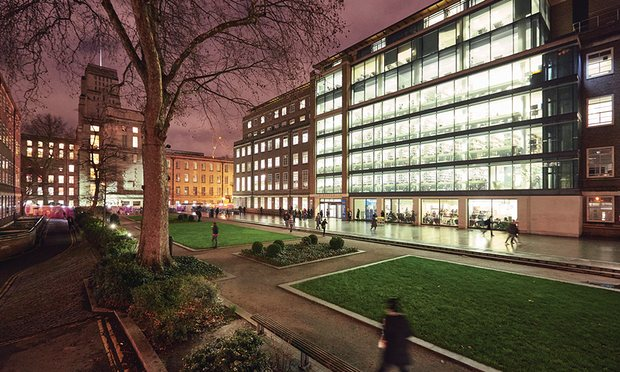
Campus principal de l'université à Bloomsbury la nuit.

Le campus principal de Birkbeck s'étale sur 17 bâtiments de Bloomsbury. Birkbeck est principalement située entre Malet Street et Woburn Square, avec de nombreux instituts, hôpitaux universitaires, et laboratoires scientifiques à proximité. Birkbeck se situe entre University College de Londres et le British Museum. Une partie de la Senate House (partie Nord) et de University College de Londres (aile Sud) sont occupées par l'université. La Friends House est partiellement occupée par la faculté de Droit de Birkbeck. La faculté des Arts, incluant le département d'Anglais et des Humanités est situé au niveau de Gordon Square. D'autres occupants notables sont venus ici comme John Maynard Keynes, Vanessa Bell, ou encore Lydia Lopokova. Le bâtiment de Gordon Square inclut le Birkbeck Cinema et le Peltz Gallery.
Dans sa stratégie d'agrandissement, Birkbeck a désormais un campus à l'Est de Londres en s'associant avec l'université de Londres Est. Le campus est connu sous le nom de Birkbeck Stratford. Le campus est officiellement ouvert en Novembre 2013.

## Organisation

### Classement et Réputation

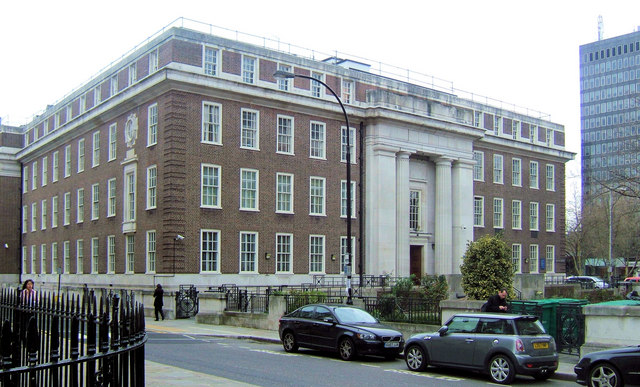
Friends House.

Birkbeck est réputée pour la qualité de ses travaux de recherches, ce qui lui permet de se hisser parmi les 300 meilleures universités au monde. En 2019, Birkbeck était classée dans les 301-350 meilleures universités au monde par Times Higher Education World University Rankings, et 39e meilleure université du Royaume-Uni par le Classement mondial des universités QS. Pour l'année 2021, le magazine The Times classait Birkbeck à la 85e place mondiale dans le domaine de la psychologie. Birkbeck est reconnue comme une université « d’élite mondiale » et a été sélectionnée par les Times Higher Education Awards en tant qu’université de l’année.
L'université est constamment classée dans le top 100 mondial par le Classement mondial des universités QS pour la langue anglaise, la littérature et la philosophie. Elle se classe dans le top 150 pour l'histoire, la psychologie, les arts, le droit et les humanités. Elle se classe dans le top 200 pour la sociologie, les communications, les Médias, la géographie. Au Royaume-Uni, la majorité des programmes se classent en haut des meilleures formations, avec les sciences psychologiques en 5e position, les systèmes terrestres et sciences de l'environnement en 6e position, les Sciences biologiques en 11e position. L’université a reçu le prix de l’anniversaire de la Reine pour l’excellence de la recherche sur l’enseignement supérieur en 2006.

## Composantes

### Facultés et départements

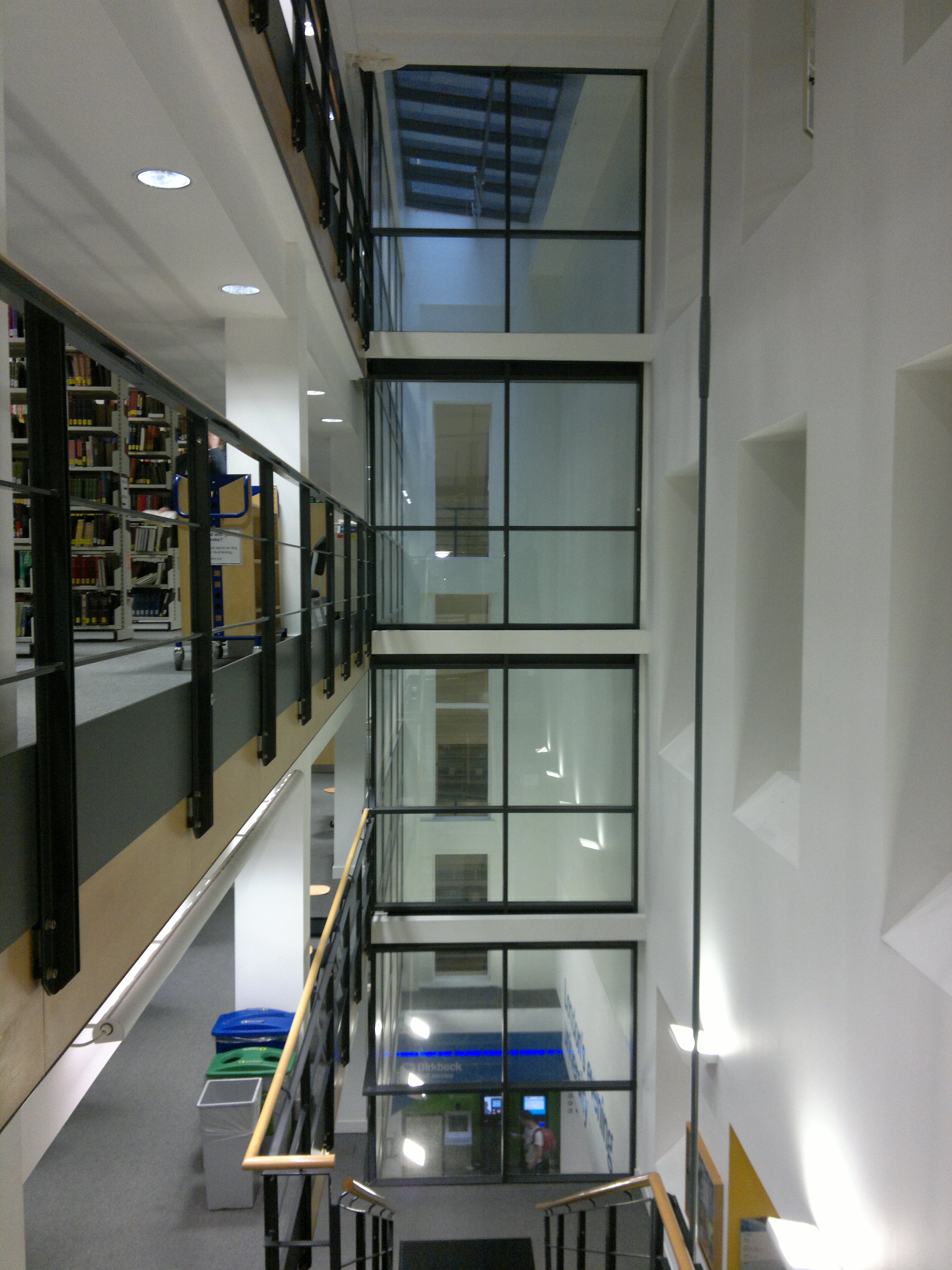
Intérieur de la nouvelle bibliothèque de Birkbeck ouverte 24/7.

L'université comporte cinq facultés comprenant 19 départements, qui sont :  
- Département d'Anglais, Théâtre et écriture créative
- Département des Cultures et Langues
- Département de l'Histoire de l'Art
- Département de Film, Média et Études culturelles
- Département des Sciences de l'ordinateur et des Systèmes d'Informations
- Département d'Économie, Mathématiques et Statistiques
- Département de Management
- Département de l'Organisation Psychologique
- Département de Droit
- Département de Criminologie
- Département des Sciences Biologiques
- Département des Sciences de la Terre et des Planètes
- Département des Sciences Psychologiques
- Département des Langues et de la Communication
- Département de Géographie
- Département d'Histoire, des Classiques et de l'Archéologie.
- Département de Philosophie
- Département de Politique
- Département des Études Psychosociales

Birkbeck est organisée en cinq facultés :
- Faculté des Sciences : chimie, biologie, cristallographie, sciences de la terre, psychologie.
- Faculté de Sciences Sociales, d'Histoire et de Philosophie : géographie, philosophie, histoire, langues et communication, archéologie, classiques, sciences politiques, psychosocial, sociologie.
- Faculté d'Arts : anglais et humanités, histoire de l'art, film et média visuels, langage, linguistique et culture.
- Faculté d'Affaires, d'Économie et d'Informatiques : économie, mathématiques, management, statistiques, psychologie organisationnelle.
- Faculté de Droit : criminologie, droit.

### Clubs et sociétés
Quelques-uns des sociétés et clubs les plus anciens et les plus connus de l'université sont :
- Birkbeck Football Club
- Alchemy society
- Applied linguistics society
- French Society
- Birkbeck Students' Union
- Archaeology Society
- Climate Action Society
- Computer Science Society
- Economics & Finance Society
- Birkbeck Swimming Club
- Film Society
- Law Society
- Indian society
- Geology & Planetary Sciences Society
- History Society
- Birkbeck International Students' Network
- Poetry Society

## Profil académique

### Recherche et enseignement

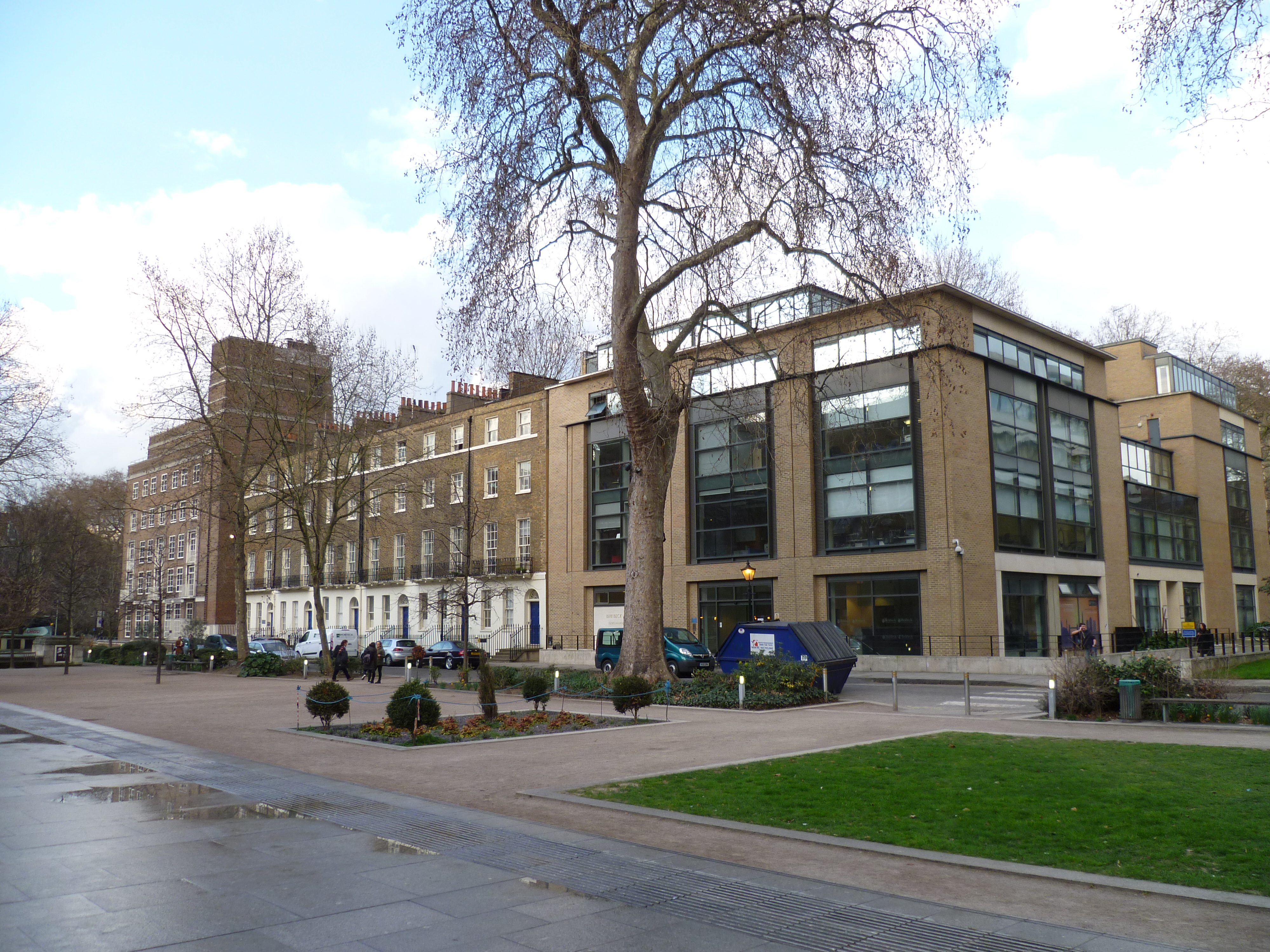
Birkbeck's Clore Management Center.

Le Birkbeck Institute for the Humanities a été créé en 2004 avec le célèbre philosophe slovène Slavoj Zizek nommé directeur international. Selon son site internet, l'Institut vise, entre autres, à « aborder les questions publiques importantes de notre temps par le biais d'une série de débats ouverts, de conférences, de séminaires et de conférences » et à « favoriser et promouvoir un climat de recherche interdisciplinaire et de collaboration entre universitaires et chercheurs ». Le lancement de l'Institut ne s'est pas déroulé sans controverse, provoquant un article dans le journal The Observer intitulé « Qu'est-ce que les intellectuels ont jamais fait pour le monde? » qui a critiqué l'inexactitude et l'élitisme apparents des intellectuels publics contemporains. Le directeur actuel de l'institut est Costas Douzinas.
2004 a également vu Birkbeck entrer dans une collaboration de recherche et d'enseignement avec l'Institute of Education, fondant conjointement le London Knowledge Lab. Cet institut de recherche interdisciplinaire rassemble des spécialistes des sciences sociales et des informaticiens pour répondre à des questions de recherche sur la technologie et l'apprentissage.
Pendant ce temps, l'école d'études supérieures London Consortium - une collaboration entre Birkbeck, la Tate Galleries, l'Institute of Contemporary Arts, la Architectural Association et, jusqu'en 1999 , le British Film Institute - existe depuis le milieu des années 1990, offrant des diplômes de maîtrise et de doctorat en sciences humaines et culturelles interdisciplinaires, financés et enseignés conjointement par toutes les institutions participantes. Ses professeurs permanents et auxiliaires comprennent des personnalités telles que Tom McCarthy, Colin MacCabe, Laura Mulvey, Steven Connor, Marina Warner, Juliet Mitchell, Stuart Hall, Roger Scruton, Salman Rushdie, Tilda Swinton ainsi que Slavoj Žižek . Son président actuel est Anthony Julius.
Depuis 2003, lorsque David Latchman de l'University College de Londres est devenu également Directeur à Birkbeck, il a œuvré pour des relations plus étroites entre ces deux collèges de l'université de Londres. Il entretient personnellement des départements dans les deux. Les centres de recherche communs comprennent l'Institut UCL / Birkbeck pour les sciences de la Terre et des planètes, le Centre UCL / Birkbeck / IoE pour les neurosciences éducatives, l'Institut UCL / Birkbeck de biologie structurale et moléculaire et le centre Birkbeck-UCL pour la neuro-imagerie. [citation nécessaire]
La recherche scientifique à Birkbeck a une tradition remarquable. Le physicien David Bohm qui a fait des contributions notables à la théorie de la mécanique quantique a été professeur de physique théorique de 1961 à 1987, lauréats du prix Nobel Aaron Klug au département de cristallographie, Derek Barton au Département de chimie avec un éminent physicien Roger Penrose et David Bohm au Département de physique. L'informaticienne Kathleen Booth a écrit le premier langage d'assemblage. Birkbeck fait partie de l'Institute of Structural Molecular Biology, qui comprend le Bloomsbury Center for Structural biology, créé en 1998. Il s'agit d'une collaboration entre Birkbeck College et University College London et est un centre universitaire de premier plan pour la traduction de séquences géniques et la détermination de la structure protéique et de la fonction. Il comprend également le Bloomsbury Center for Bioinformatics, une entreprise de collaboration également entre Birkbeck College et University College London pour la recherche sur la Bio-informatique, le Genomics, la Biologie des systèmes, la Grille informatique et le Text mining.
Birkbeck a été classée 13e dans «The Guardian» 2001 Research Assessment Exercise et 26e dans le tableau équivalent de Times Higher Education.
Dans les résultats du RAE 2008, Birkbeck s'est classée dans le top 25 % des instituts d'enseignement supérieur multi-facultés britanniques.

## Personnalités liées à Birkbeck

### Lauréats du prix Nobel
Plusieurs anciens élèves ou professeurs de Birkbeck ont reçu un prix Nobel. À ce jour[Quand ?], cinq alumni ont été lauréats :
- 1948 : Patrick Blackett (Physique)
- 1948 : T. S. Eliot (Littérature)
- 1969 : Derek Barton (Chimie)
- 1982 : Aaron Klug (Chimie)
- 2020 : Roger Penrose (Physique)

### Alumni de Birkbeck

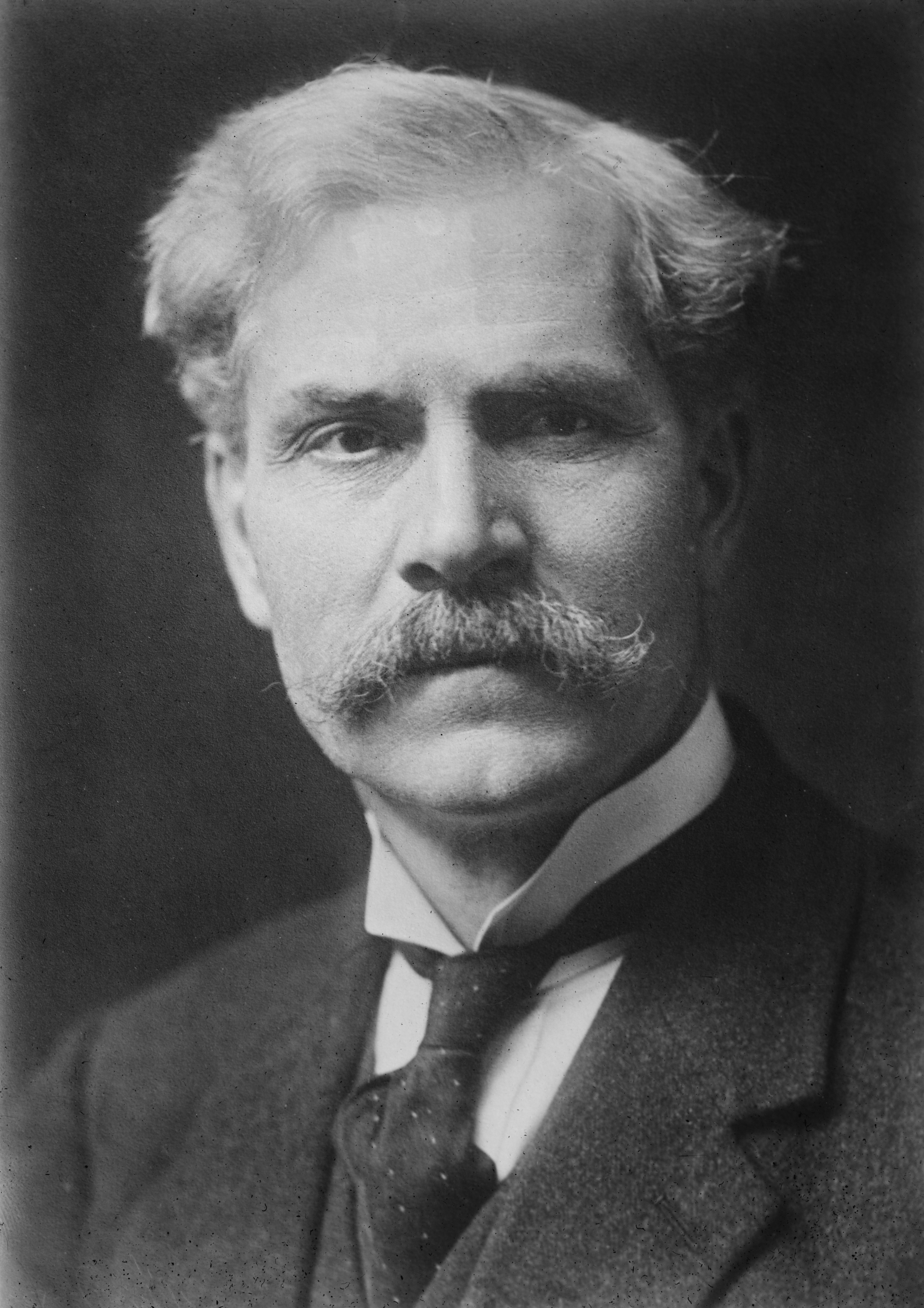
Ramsay MacDonald, Premier ministre du Labour au Royaume-Uni.
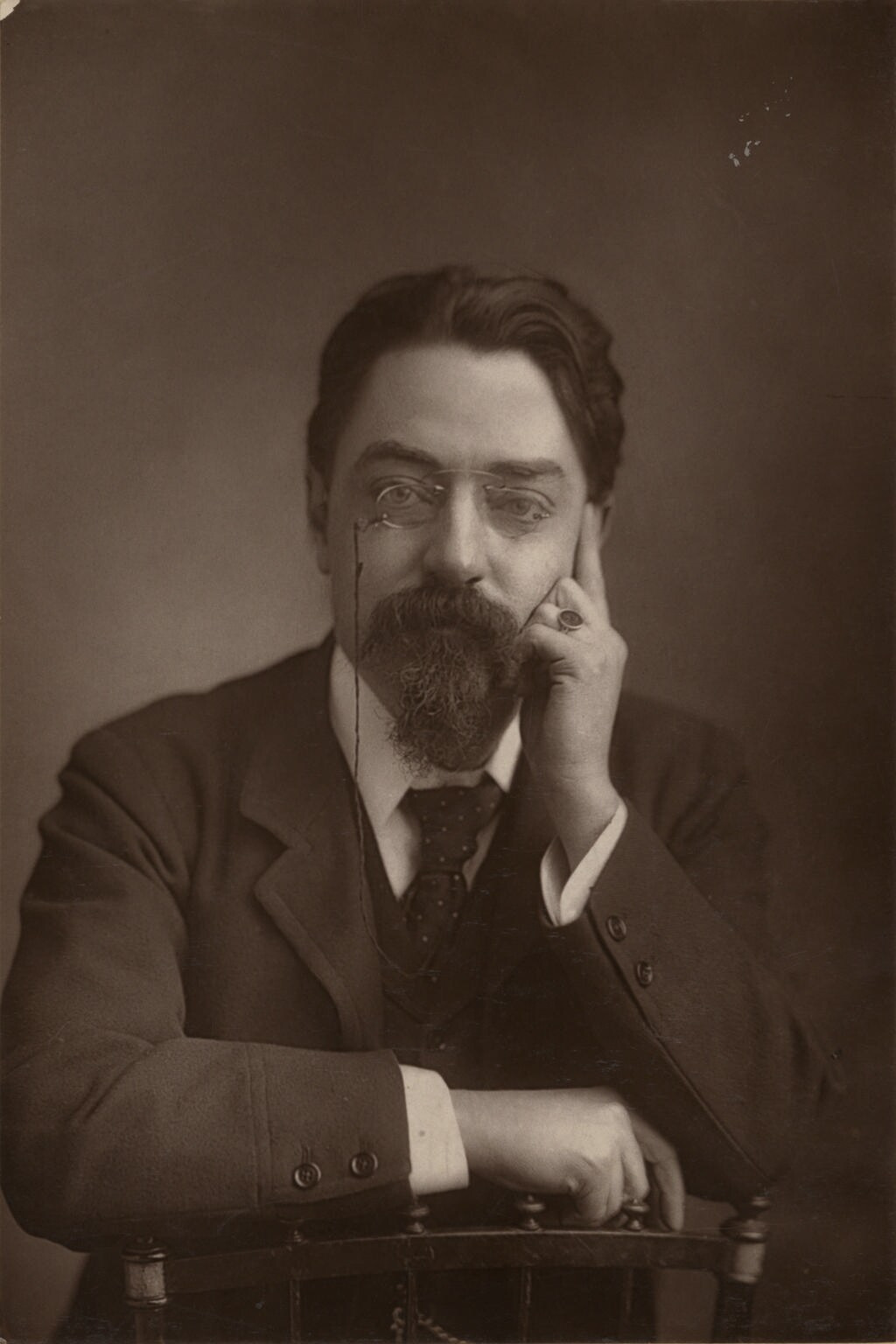
Sidney Webb, économiste et cofondateur de la London School of Economics.
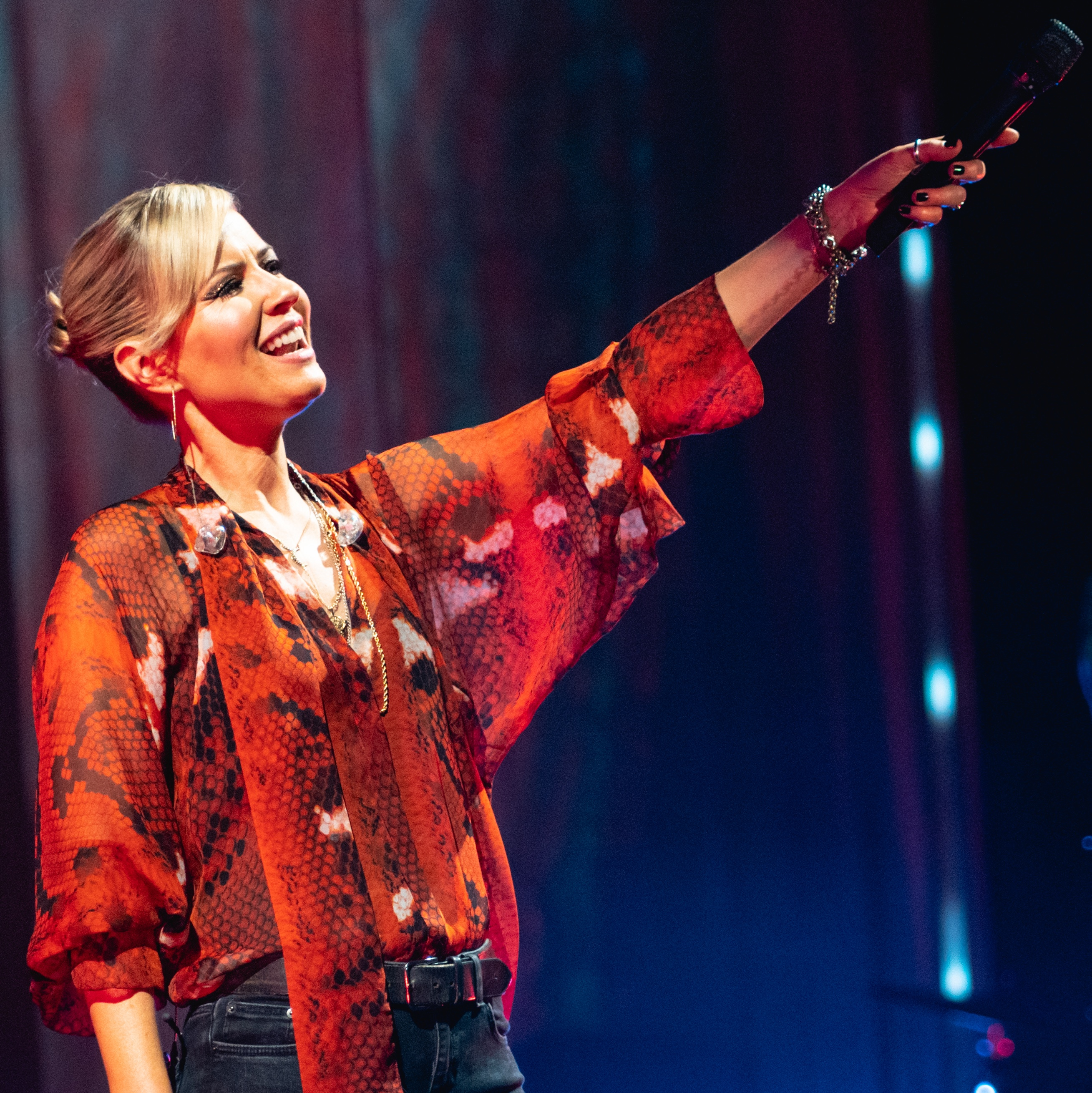
Dido, productrice, musicienne et chanteuse pop rock britannique.
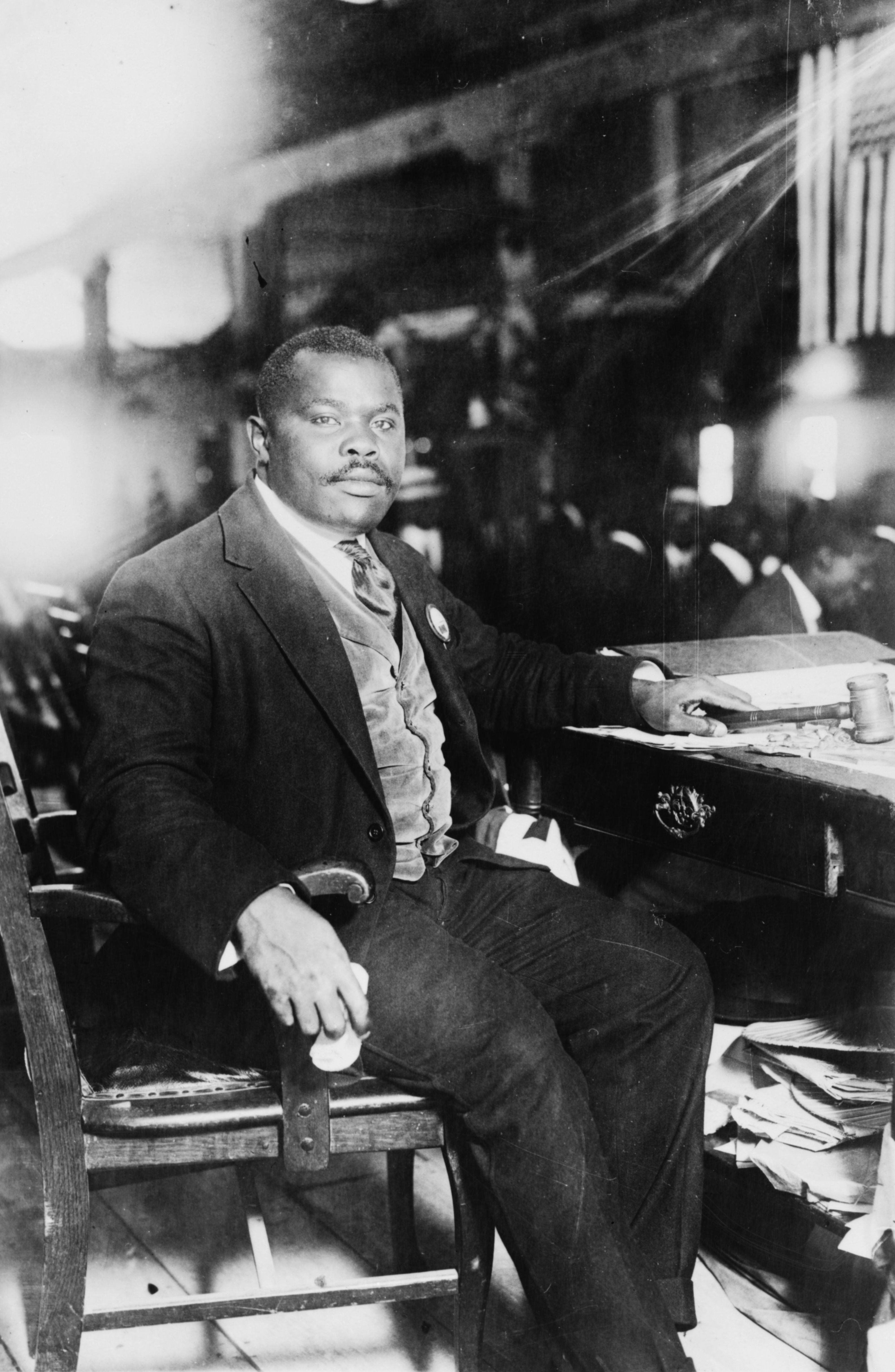
Marcus Garvey, militant noir et fondateur de la compagnie Universal Negro Improvement Association and African Communities League et Black Star Line.
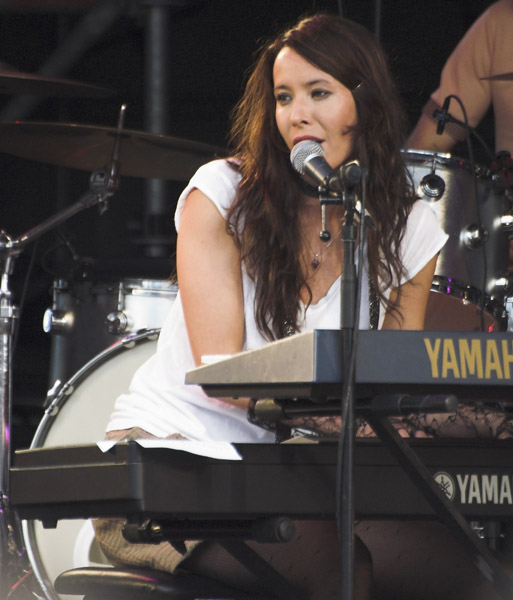
Nerina Pallot, chanteur et compositeur, disque de platine, nommé aux Brit Awards.
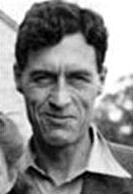
Patrick Blackett, professeur de physique et prix Nobel de physique de 1948.
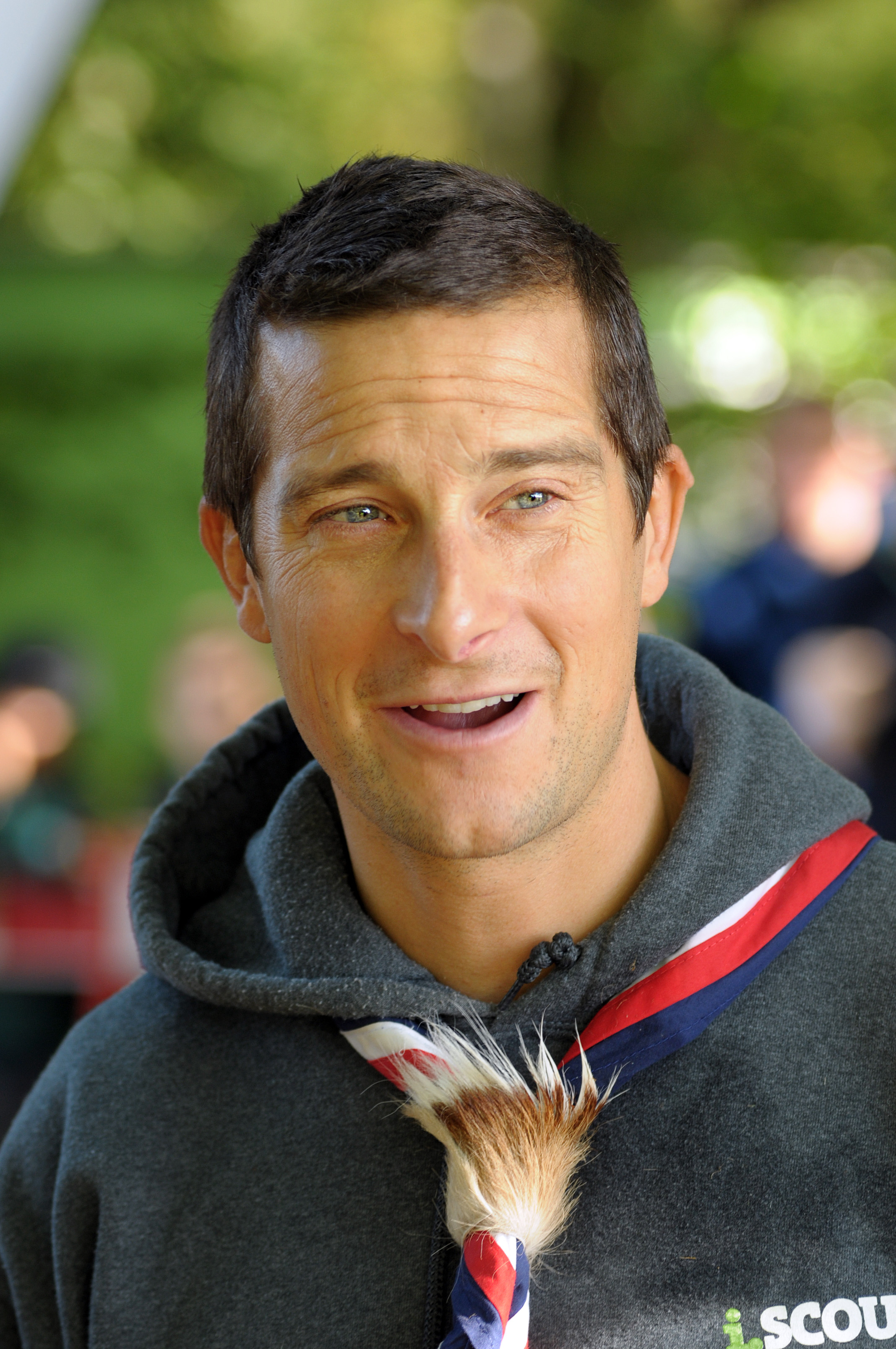
Bear Grylls, aventurier et présentateur de télévision.
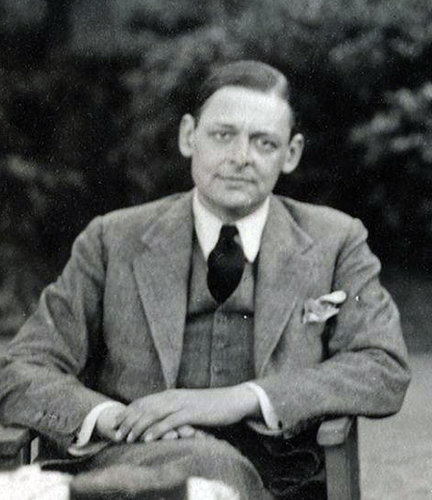
T. S. Eliot, professeur et prix Nobel de littérature de 1948.
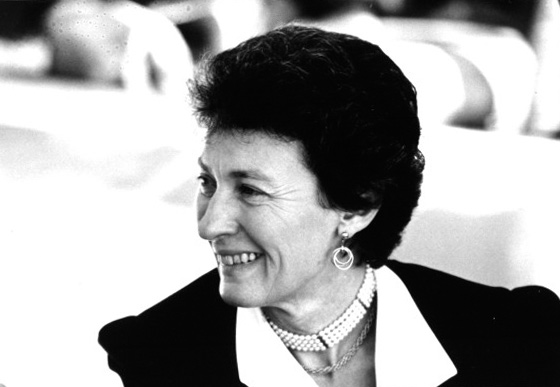
Elizabeth Esteve-Coll, chancelière de l'université de Lincoln, vice-chancelier de l'université de East Anglia et directrice du  Victoria and Albert Museum.
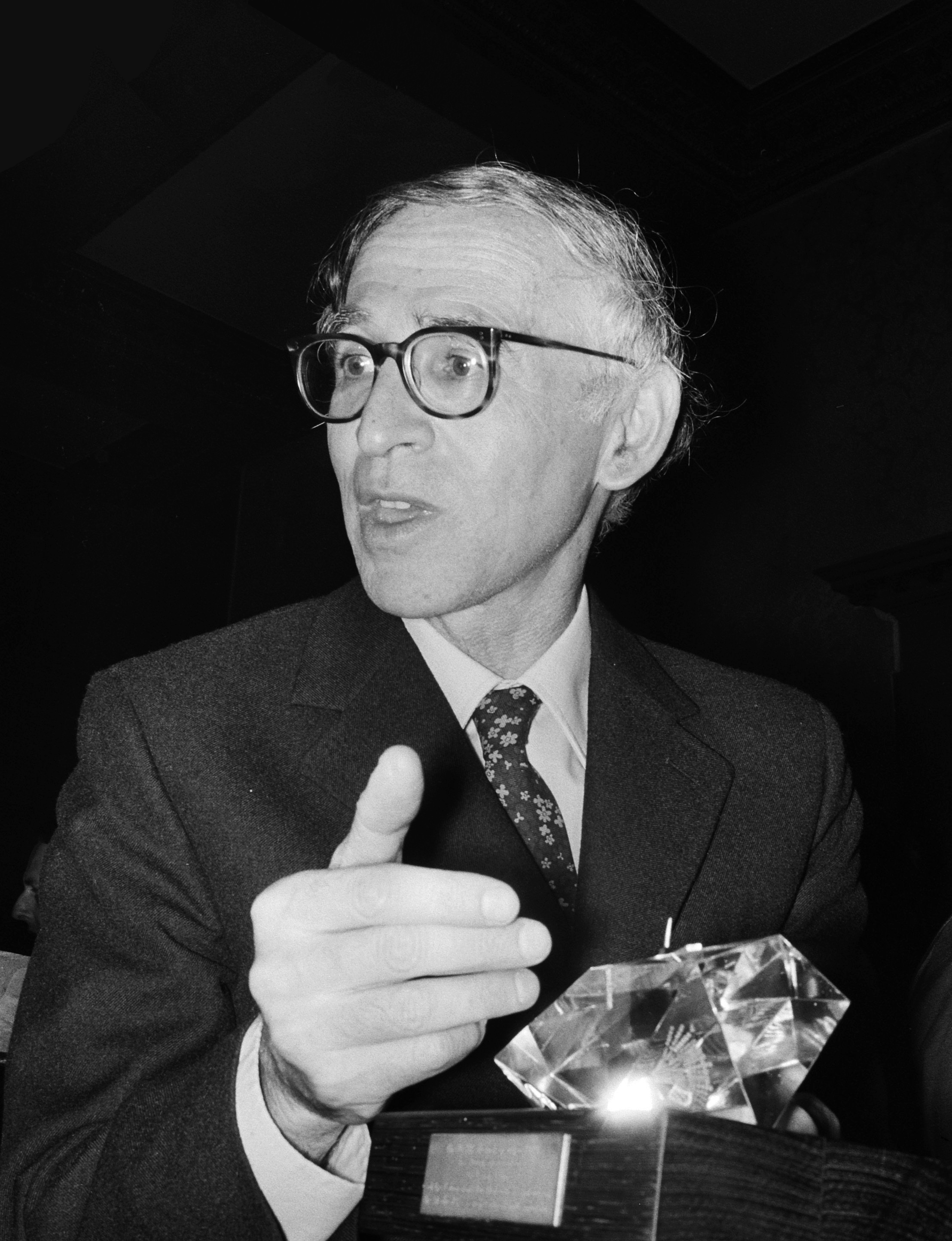
Aaron Klug, prix Nobel de chimie de 1982.
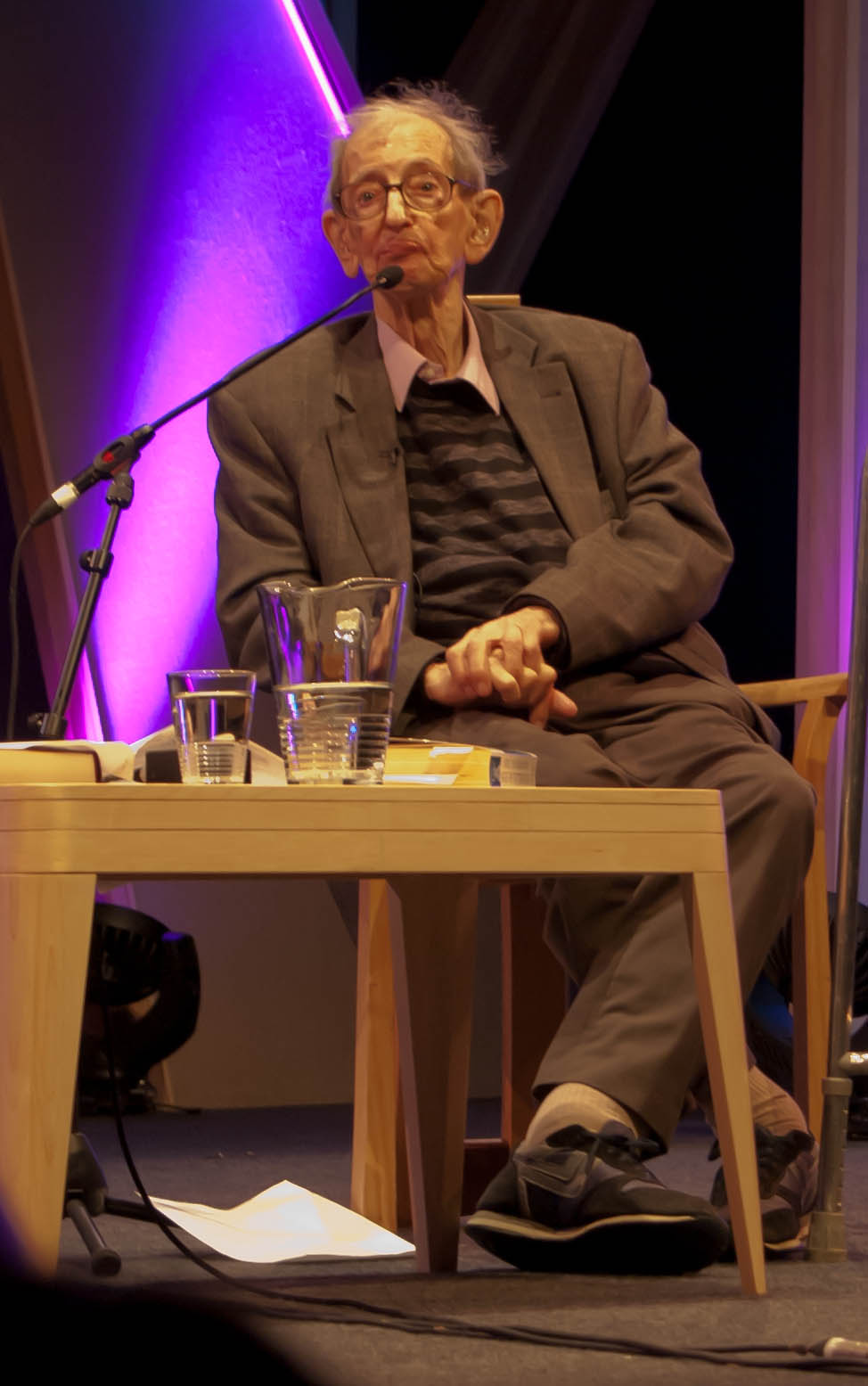
Eric Hobsbawm, historien.
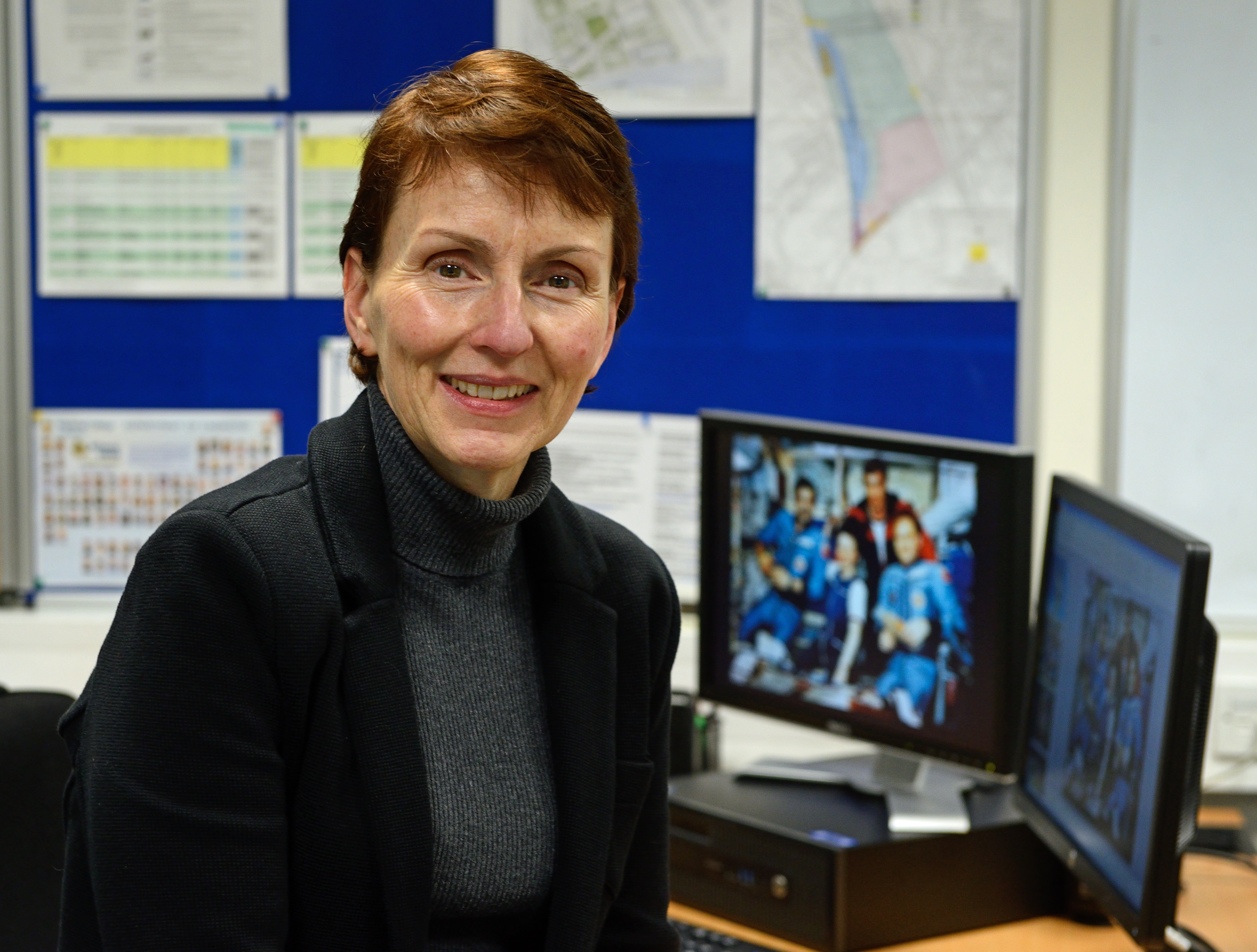
Helen Sharman, première astronaute britannique.
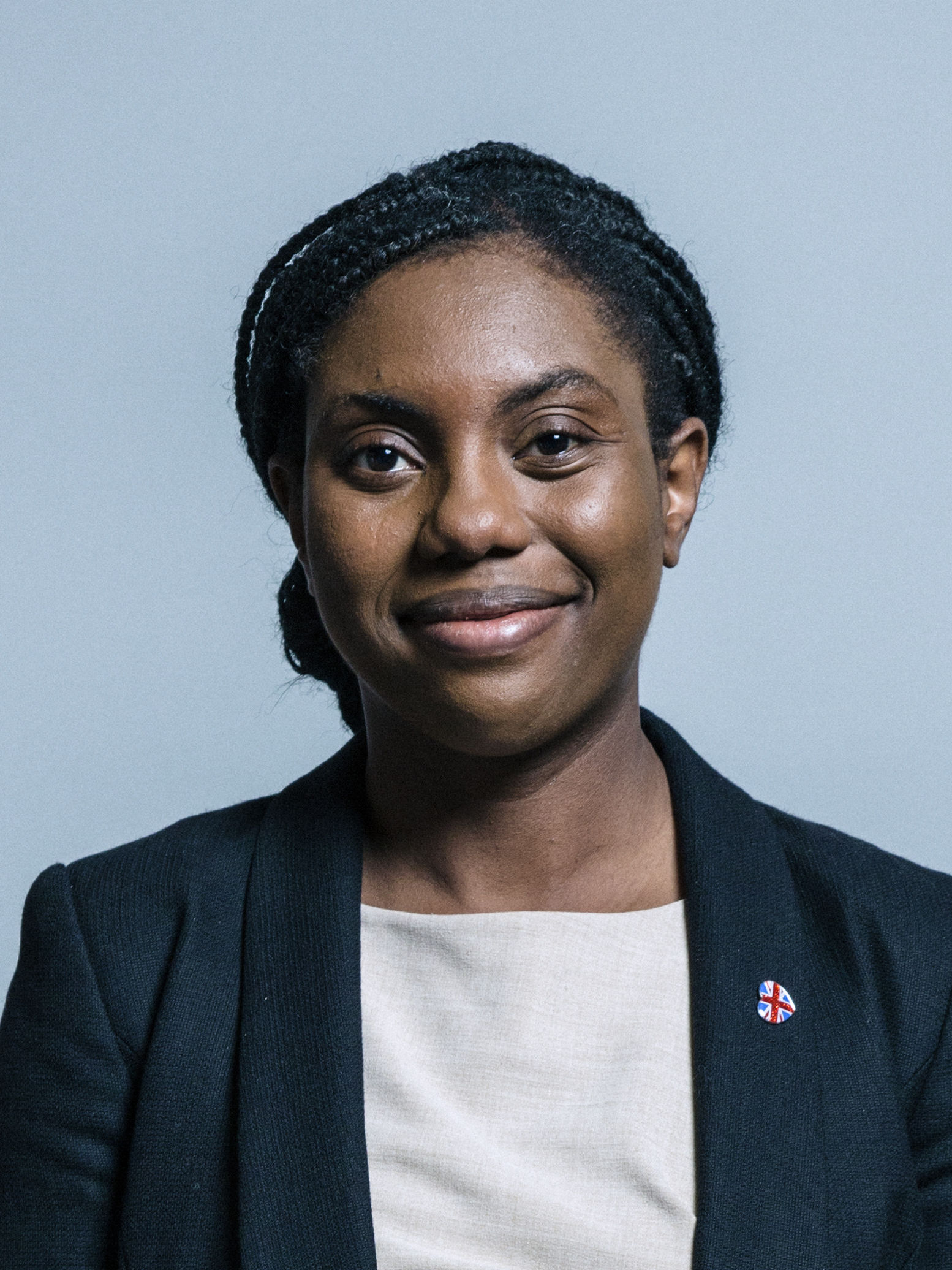
Kemi Badenoch, membre du Parti conservateur du Parlement du Royaume-Uni.
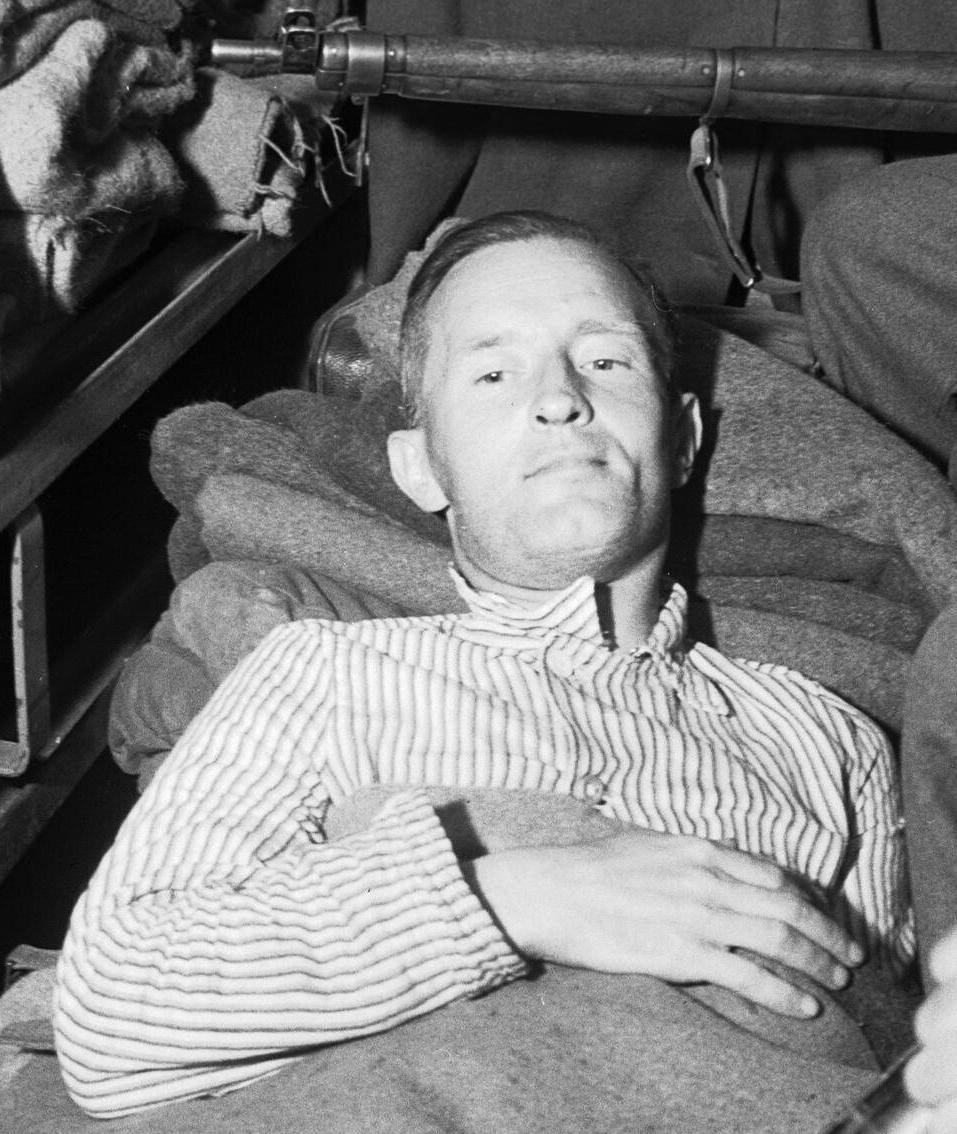
William Joyce, animateur radio de la propagande nazie.
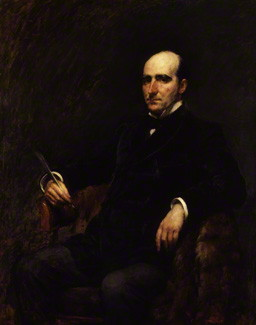
Sir Arthur Wing Pinero, dramaturge et directeur.
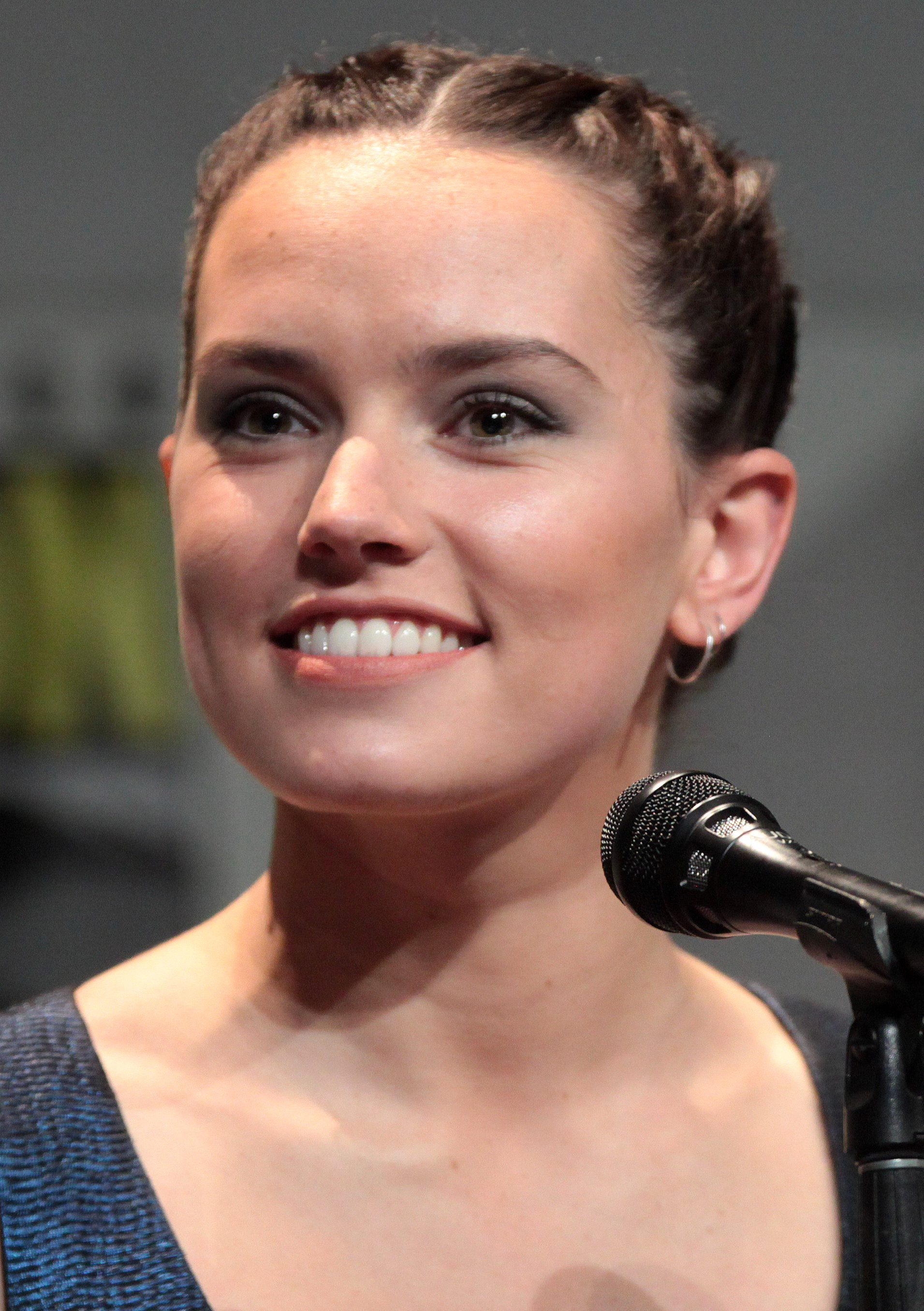
Daisy Ridley, actrice principale de Star Wars: The Force Awakens.
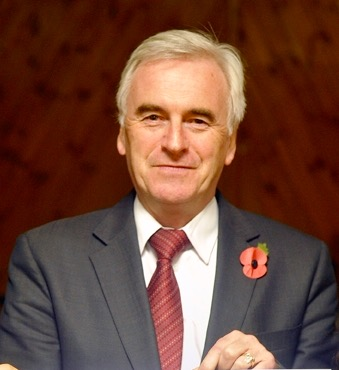
John McDonnell, membre du Parti travailliste, syndicaliste et chancelier de l'Échiquier du cabinet fantôme (2015-2020).
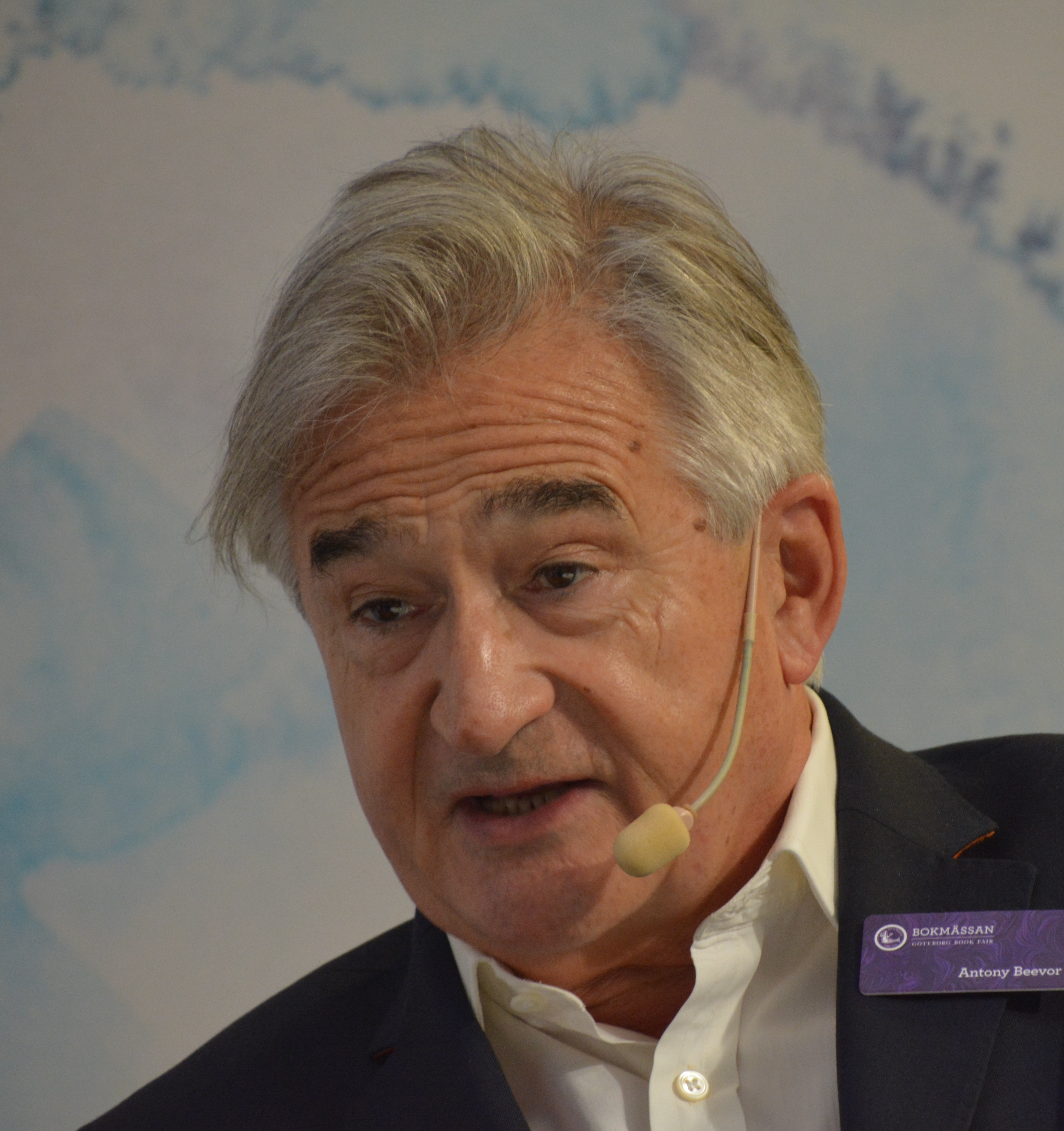
Antony Beevor, historien militaire.
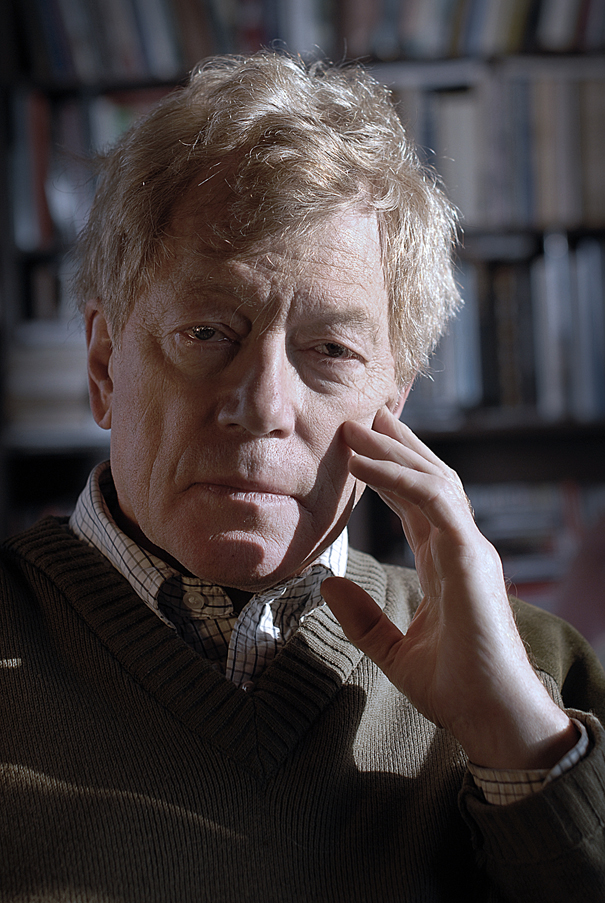
Roger Scruton, philosophe et activiste.
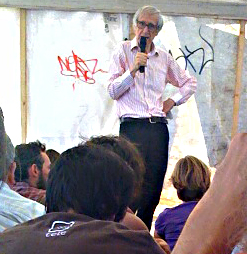
David Fleming, inventeur de la Tradable Energy Quotas.
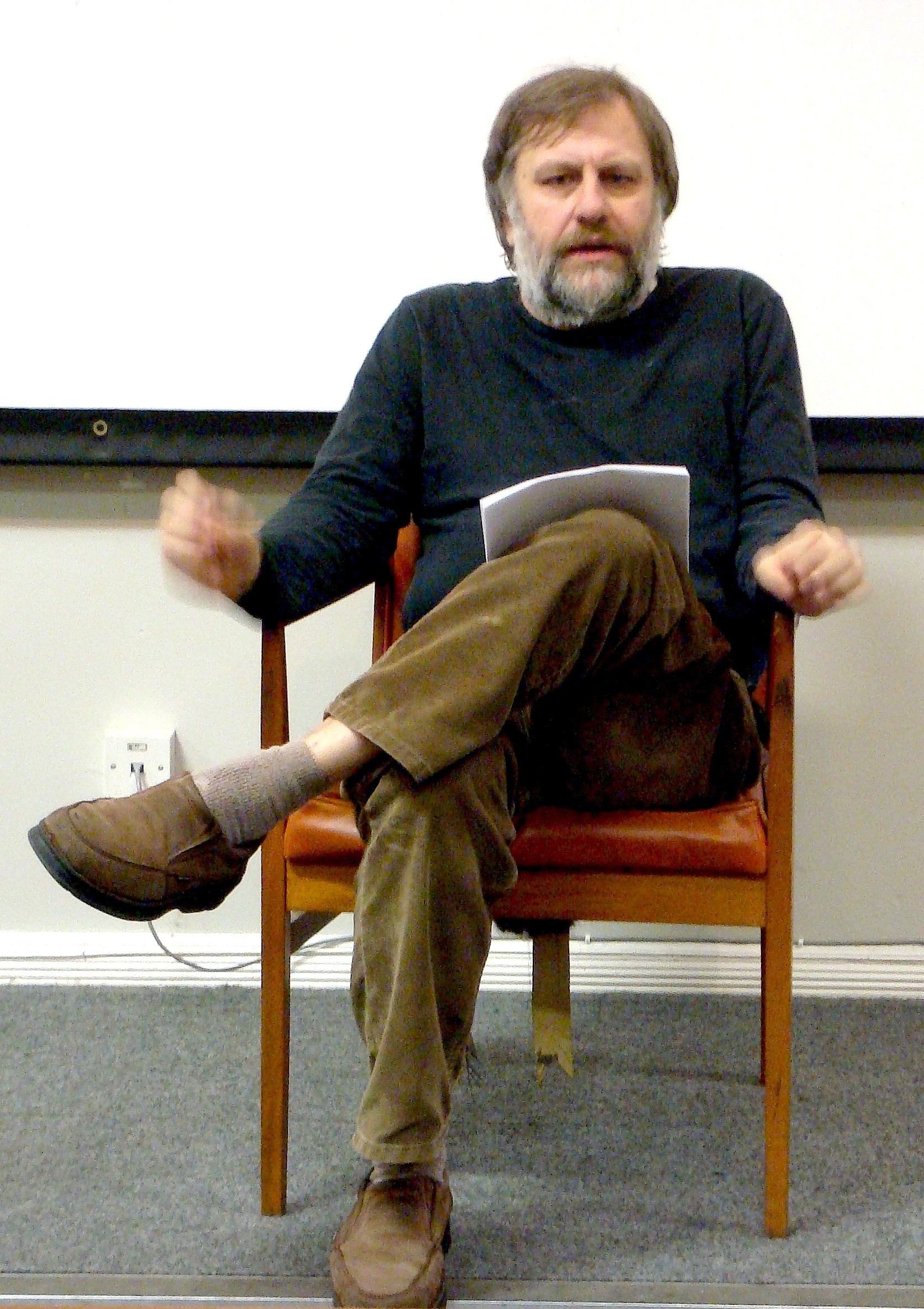
Slavoj Zizek, philosophe et directeur international du département des humanités de Birkbeck.
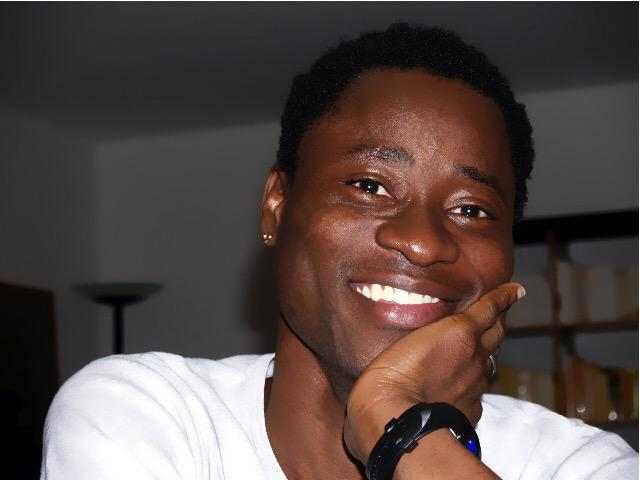
Bisi Alimi (1975-), militant nigérian pour les droits des personnes atteintes du VIH.
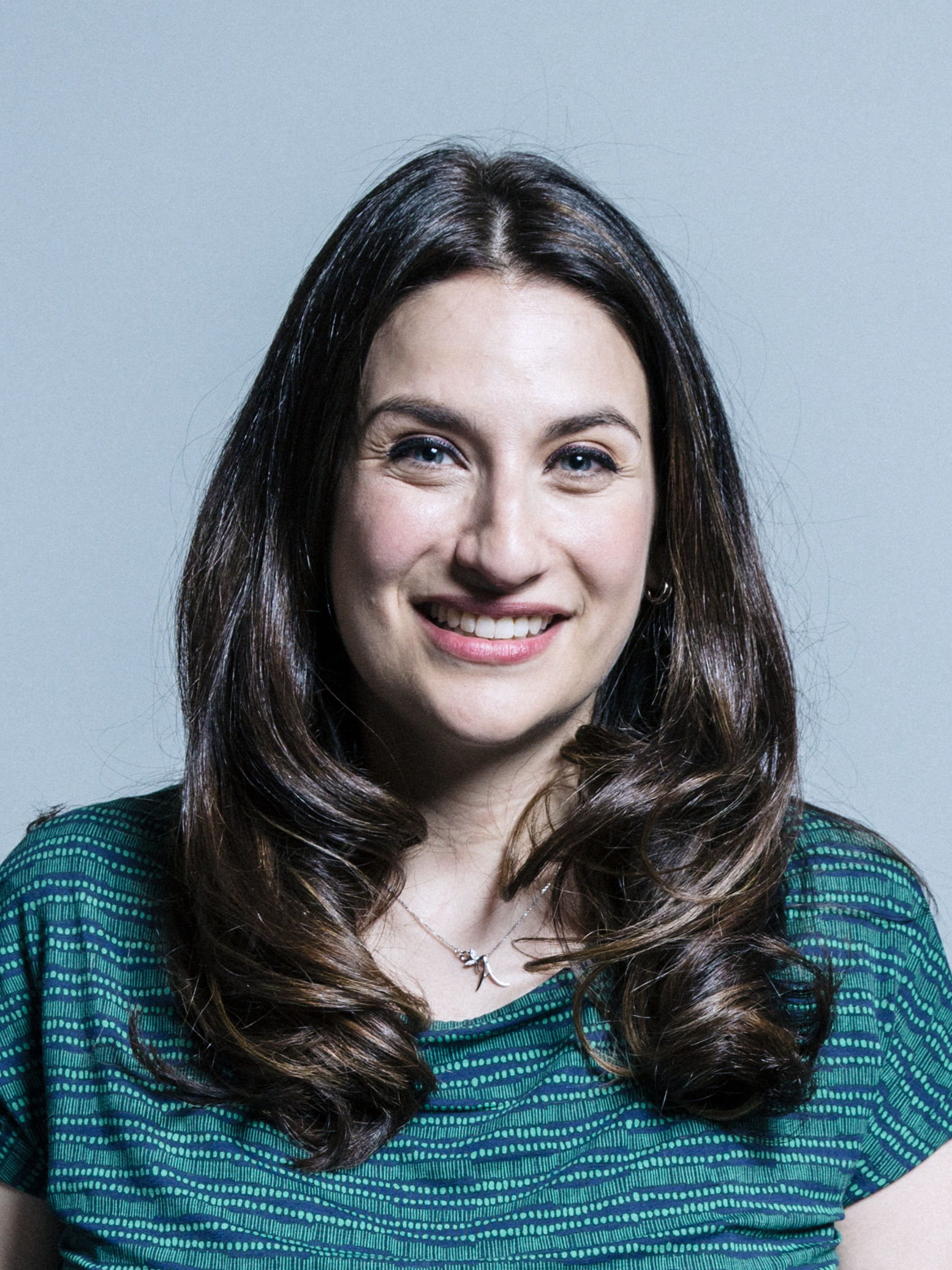
Luciana Berger, membre du Parti travailliste du Parlement du Royaume-Uni.

- Eric Kaufmann (1970), écrivain et professeur de science politique.
- Samir El-Youssef écrivain, commentateur et activiste pacifique
- Julia Goldsworthy, membre Libéral démocrate du Parlement du Royaume-Uni.
- J. Philippe Rushton, psychologue canadien et professeur de psychologie de l'université de Western Ontario.
- Tracey Emin, artiste britannique.
- Leonard Mandel, physicien américain.
- Delcy Rodríguez, avocate et femme d'État vénézuélienne.
- Derek Barton, professeur à l'Université Harvard et prix Nobel de physique en 1969.
- Romesh Ranganathan, humoriste et acteur britannique.
- Ed Davey (MSc Economics, 1993): membre Libéral démocrate du Parlement du Royaume-Uni et Ministre de l'emploi, de la consommation et des affaires postales.
- Sidney Webb, économiste britannique.
- Richard Sambrook, Directeur de la BBC World.
- Kitty Ussher, membre du Parti travailliste du Parlement du Royaume-Uni, membre du gouvernement.
- Alex Corbisiero, joueur anglais de rugby.
- Shirley Toulson, auteure britannique.
- Gloria De Piero, journaliste et membre du Parti travailliste du Parlement du Royaume-Uni.
- Lisa Nandy, membre du Parti travailliste du Parlement du Royaume-Uni.
- Annie Besant, conférencière, féministe, libre-penseuse, socialiste et théosophe britannique.
- Nick Smith, membre du Parti travailliste du Parlement du Royaume-Uni.
- Philippa Forrester, télévision britannique, présentatrice, productrice et auteure.
- Jenny Rowe, Chef exécutive à la Cour Suprême du Royaume-Uni.
- Denis MacShane, membre du Parti travailliste du Parlement du Royaume-Uni, Ministre d'État de l'Europe.
- Richard McKee, Juge et Ministre de la Justice.